# Općina Radenci
Općina Radenci (slo.:Občina Radenci) je općina u sjeveroistočnoj Sloveniji u pokrajini Štajerskoj i statističkoj regiji Pomurje. Središte općine je naselje Radenci s 2.162 stanovnika.

## Zemljopis
Općina Radenci nalazi se u sjeveroistočnom dijelu Slovenije.  Sjeverna granica općine je i državna granica prema Austriji. Zapadni dio općine pripada brežuljkastome kraju Slovenskih Gorica poznatom po vinogradarstvu i vinarstvu. Manji, istočni nalazi se u dolini rijeke Mure.
U općini vlada umjereno kontinentalna klima.
Najznačajniji vodotok u općini je rijeka Mura, koja je i dijelom granična rijeka prema Austriji. Ostali vodotoci su mali i njeni su pritoci.

## Naselja u općini
Boračeva, Hrastje-Mota, Hrašenski Vrh, Janžev Vrh, Kapelski Vrh, Kobilščak, Kocjan, Melanjski Vrh, Murski Vrh, Murščak, Okoslavci, Paričjak, Radenci, Radenski Vrh, Rački Vrh, Rihtarovci, Spodnji Kocjan, Šratovci, Turjanci, Turjanski Vrh, Zgornji Kocjan, Žrnova

## Vanjske poveznice
- Službena stranica općine